# Dharwad
 (mars 2022).
Si vous disposez d'ouvrages ou d'articles de référence ou si vous connaissez des sites web de qualité traitant du thème abordé ici, merci de compléter l'article en donnant les références utiles à sa vérifiabilité et en les liant à la section « Notes et références ».
Dharwad est le siège du district de Dharwad dans l'État de Karnataka, en Inde. La ville a été fusionnée avec la ville de Hubli en 1961 pour former les villes jumelles de Hubli-Dharwad. Elle couvre une superficie de 200,23 km2 et est située à 425 km au nord-ouest de Bangalore.
Saptapura en est un quartier résidentiel et un centre d'affaires.

## Personnalités liées à Dharwad
- Shashi Deshpande (1938), romancière indienne.